# Dolly (camerawagen)

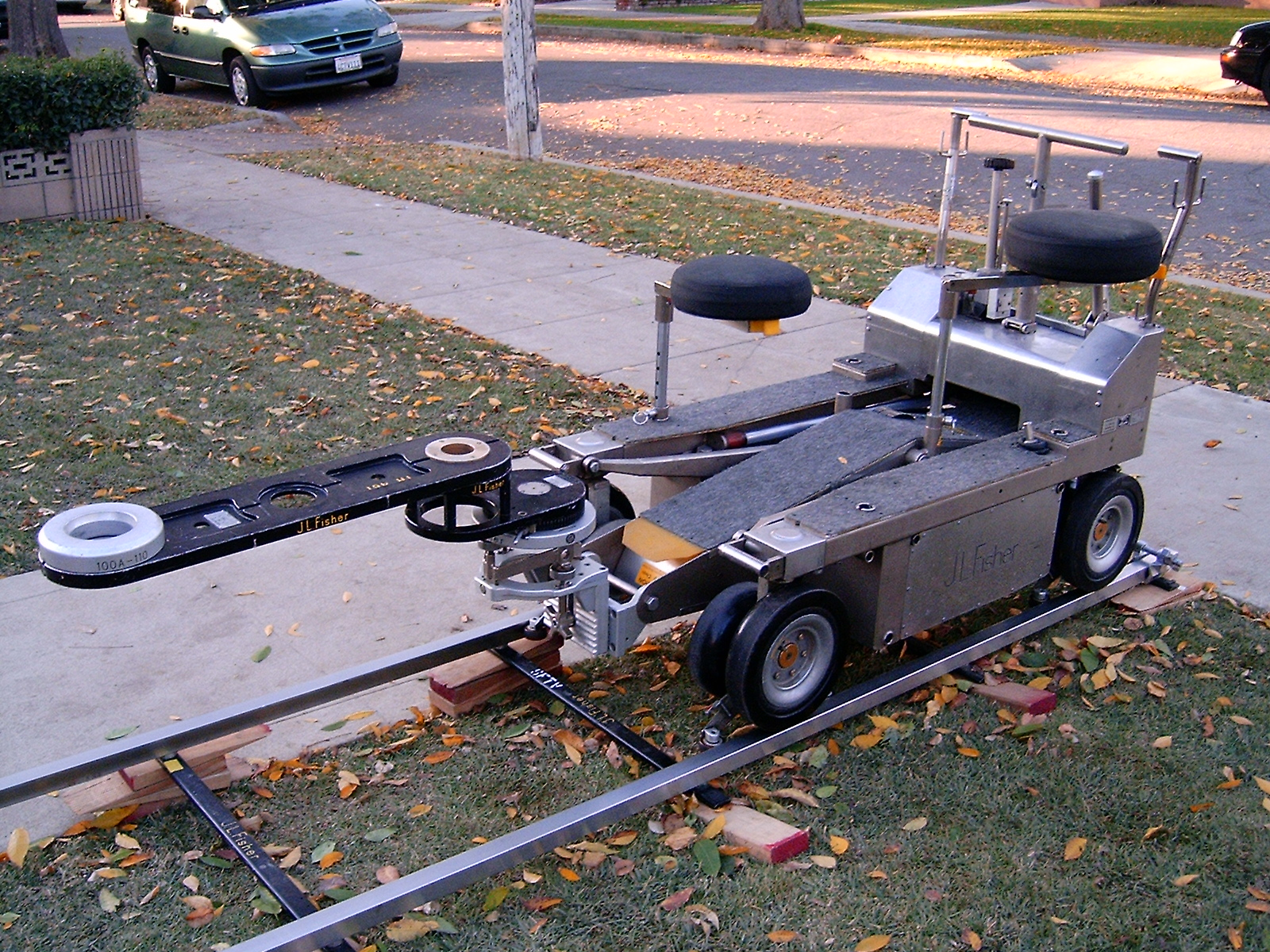
Trackdolly

Binnen de cinematografie is een dolly een bewegend platform op wielen dat wordt gebruik om een camera soepel en stabiel te kunnen verplaatsen tijdens het filmen. Door het gebruik van een dolly kunnen filmmakers dynamische shots maken zonder dat schokkende bewegingen het beeld verstoren.
Voor filmmakers biedt een dolly verschillende voordelen die de kwaliteit van de filmproductie kunnen verbeteren.  Enkele voordelen van een dolly zijn:
- Vloeiende camerabewegingen zonder schokken of trillingen
- Dynamische, bewegende shots
- Nauwkeurige controle over camerabewegingen

## Geschiedenis
De dolly is in 1907 uitgevonden door de Spaanse filmmaker Segundo de Chomón. Pas in 1914 werd zijn techniek zichtbaar voor het grote publiek, toen de film Cabiria in première ging. 

## Soorten dolly
Er zijn verschillende varianten bekend van de camera dolly. Elke variant heeft weer eigen voor- en nadelen. Afhankelijk van het beoogde doel van de filmmaker wordt gekozen voor een bepaald type dolly voor het desbetreffende shot.

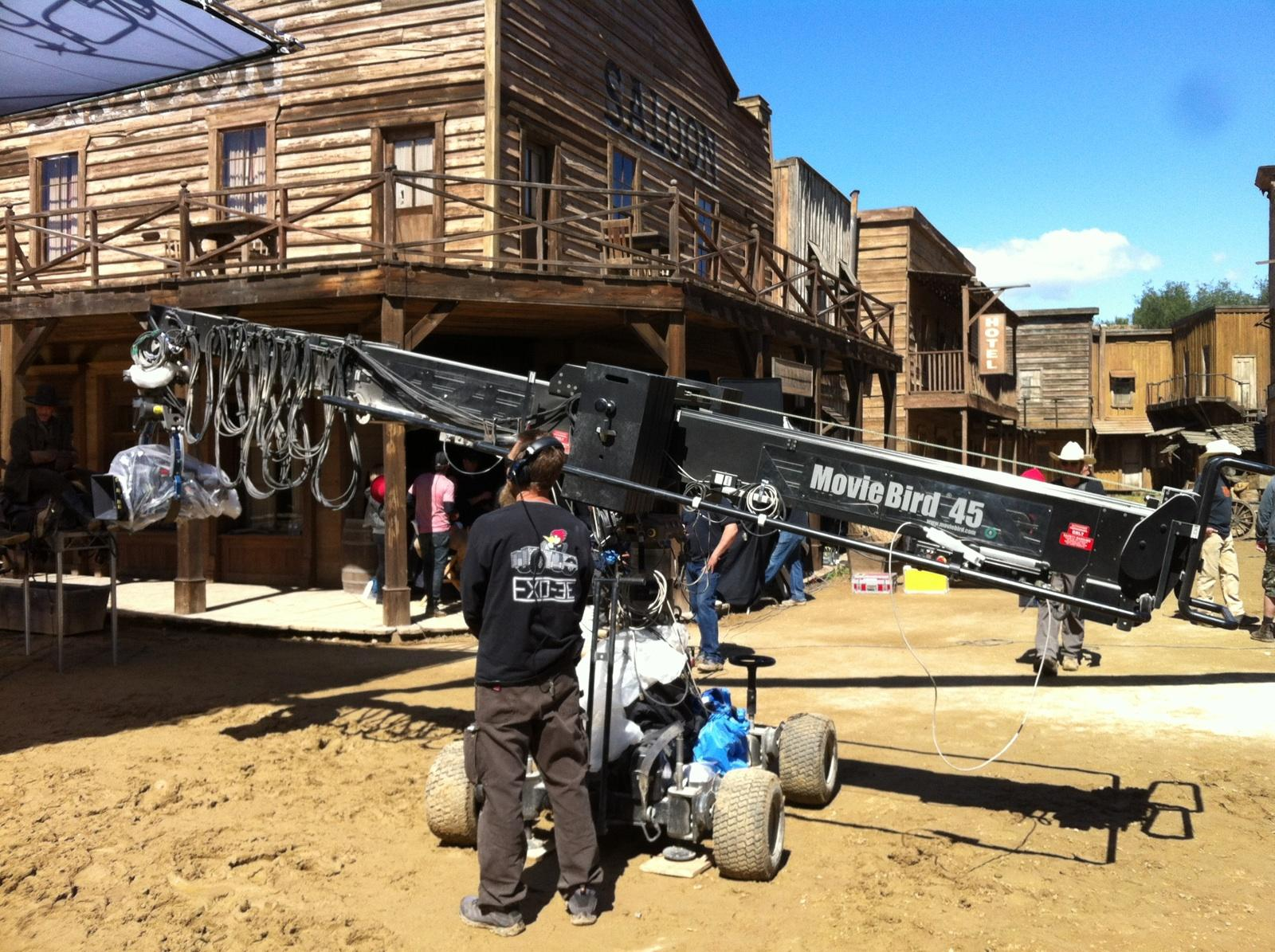
Crane dolly

### Trackdolly
De trackdolly is het meest gebruikte type dolly. Hierbij rijdt het platform over een vooraf aangelegd spoor waardoor soepele bewegingen gemaakt kunnen worden. Randvoorwaarde is dan wel dat het spoor op een stabiele ondergrond wordt aangelegd. 

### Spider dolly
Een verrijdbaar driepoot-statief waar de camera op geplaatst wordt. Dit type dolly kan los verrijdbaar zijn, of als trackdolly (dus met een spoor) worden uitgevoerd. Wanneer de spider dolly los gebruikt wordt is een egale ondergrond van groot belang, omdat schokken en trillingen anders zichtbaar worden. Dit type dolly is dus minder geschikt voor gebruik buiten.

### Crane dolly
Bij een crane dolly is een kraan met lange arm op het platform geplaatst. Hierdoor kan de camera grote bewegingen maken en de illusie van vliegen wekken. Vaak wordt dit platform op een spoor geplaatst als trackdolly. 